# 교감
교감(校監)은 초등학교와 중학교, 고등학교에서 교사보다 높고 교장에 다음가는 지위로, 학교에서 교장을 보좌하는 역할을 하며, 교장에게 부득이한 일이 생길 경우 직무 대행이 가능하다. 
영미권 국가나 일본, 중국에서는 부교장이라고 한다. 한국에서는 1886년 3월 29일 최초의 서양식 학교인 제중원 의학교가 도입되었을 때 부교장 또는 학감이라 불렀으며 1948년 7월 17일 제헌국회에서 명칭을 교감으로 일괄 변경하였다.
국·공립학교의 교감은 일반직 5급(사무관) 상당의 대우를 받는 특정직공무원이다.,,

## 기타
- 교감은 5급 상당 교육공무원이다. 그러나 교감이 교육전문직원으로서 교육부 또는 시도교육청의 지명을 받아 전직에 응할 경우, 중등은 5급 상당 장학관 또는 교육연구관으로, 유아,초등,특수는 장학사나 교육연구사 혹은 5급 상당 장학관 또는 교육연구관으로 전직한다.
- 42학급을 초과하는 학교는 교감을 2명까지 둘 수 있다.

## 같이 보기
- 교장
- 장학관
- 장학사
- 교사